# Michelle Perry
Michelle Perry (née le 1er mai 1979 à Los Angeles), est une athlète américaine spécialiste du 100 m haies et de l'heptathlon.
Pratiquant l'heptathlon, épreuve pour laquelle elle se qualifie pour les Jeux olympiques 2004 d'Athènes, finissant 14e, elle se spécialise à partir de l'année 2005 et une victoire dans le meeting de New York sur le 100 mètres haies. Elle remportera deux médailles d'or mondiales consécutives sur cette distance, en 2005 à Helsinki et en 2007 à Osaka.

## Palmarès

### Championnats du monde d'athlétisme
- Championnats du monde d'athlétisme de 2005 à Helsinki ( Finlande)
  -  Médaille d'or du 100 m haies
- Championnats du monde d'athlétisme de 2007 à Osaka ( Japon)
  -  Médaille d'or du 100 m haies

### Jeux panaméricains
- Jeux Panaméricains de 2003 à Saint-Domingue ( République dominicaine)
  - 4e sur 100 m haies